# Do or Die (песня Thirty Seconds to Mars)
Do or Die — сингл группы Thirty Seconds to Mars из альбома Love Lust Faith + Dreams. Песня записана в жанре электроник-рок с элементами стадионного рока. Песня была представлена на современном хитовом радио в июле 2013 года и вышла как промосингл в США в марте 2014 года. Тогда же нидерландский продюсер Afrojack выпустил ремикс на песню, который позже вошёл в расширенное издание его дебютного альбома Forget the World.
Сингл получил положительные отзывы от критиков, которые выделили мощность и грандиозность песни. Клип на песню был снят Джаредом Лето и включает в себя кадры с живого исполнения песни, а также его интервью с фанатами Thirty Seconds to Mars. Клип также получил положительные отзывы за простоту и атмосферность. Песня вошла в сет-лист Love, Lust, Faith and Dreams Tour, тура в поддержку Love Lust Faith + Dreams.

## Композиция
Песня написана в жанре электроник-рок с элементами стадионного рока. Песня начинается с женского вокала, объявляющего песню на китайском языке и электронного вступления. Далее в песню включаются электрогитара, ударная установка и синтезатор. После куплета Джаред дважды повторяет фразу «I will never forget the moment» (рус. Я никогда не забуду этот момент), после чего начинается припев, сопровождаемый более мощными ударной и синтезаторной партиями. Песня включает материал от фанатов группы, которые в титрах к альбому записаны как «Knights of the White Shadow» (рус. Рыцари Белой Тени).
В интервью PureVolume Лето объяснил, что песня призывает не сдаваться и воплощать мечты в жизнь.

## Релиз
«Do or Die» был выпущен как промосингл 1 июля 2013 года в Европе на лейбле Virgin Records. 24 августа песня дебютировала в бельгийском чарте Ultratip на 98 позиции и 21 сентября достигла сороковой. 30 августа песня дебютировала в Ö3 Austria Top 40 на 75 позиции. В Чехии песня вошла в чарты 20 октября 2013 года, заняв 91 строчку. В Словакии дебютировала 22 сентября года на 67 позиции и 26 января 2014 года достигла 29 строчки. В Великобритании сингл был выпущен лейблом Polydor Records 9 сентября 2013 года и дебютировал в UK Rock Chart на 38 позиции. К 28 сентября 2013 года песня достигла 7 позиции.

## Список композиций
1. "Do or Die" (radio edit) – 3:41
2. "Do or Die" (album version) – 4:11
3. "Do or Die" (instrumental) – 4:06

## Чарты
| Чарт (2013–14)                             | Высшая позиция |
| ------------------------------------------ | -------------- |
| Австрия (Ö3 Austria Top 40)                | 75             |
| Бельгия/Фландрия (Ultratip Bubbling Under) | 40             |
| Чехия (Rádio Top 100)                      | 91             |
| Нидерланды (Dutch Top 40)                  | 42             |
| Словакия (IFPI)                            | 29             |
| Великобритания (OCC)                       | 7              |
| США Alternative Songs (Billboard)          | 20             |
| США Hot Dance/Electronic Songs (Billboard) | 33             |
| США Hot Rock Songs (Billboard)             | 38             |
| США Rock Airplay (Billboard)               | 27             |

## История релиза
| Регион         | Дата            | Формат                         | Лейбл            |
| -------------- | --------------- | ------------------------------ | ---------------- |
| Европа         | 1 июля 2013     | Contemporary hit radio         | Virgin Universal |
| Италия         | 5 июля 2013     | Contemporary hit radio         | Universal        |
| Великобритания | 9 сентября 2013 | Contemporary hit radio         | Polydor          |
| США            | 11 марта 2014   | Digital download – Remix       | Island Universal |
| Европа         | 16 марта 2014   | Digital download – Remix       | Island Universal |
| США            | 17 марта 2014   | Modern rock                    | Virgin           |
| Нидерланды     | 18 марта 2014   | Digital download – Remix       | Island Universal |
| США            | 26 августа 2014 | Contemporary hit radio – Remix | Def Jam          |